# Sengsavanh Phachanxay
Sengsavanh Phachanxay (ur. 2 lipca 1993) – laotański zapaśnik walczący w obu stylach. Zajął piętnaste miejsce mistrzostwach Azji w 2009. Brązowy medalista igrzysk Azji Południowo-Wschodniej w 2019 roku.